# Rhizoecus variabilis
Rhizoecus variabilis är en insektsart som beskrevs av Hambleton 1978. Rhizoecus variabilis ingår i släktet Rhizoecus och familjen ullsköldlöss.
Artens utbredningsområde är Colombia. Inga underarter finns listade i Catalogue of Life.